# Aughrim (Wicklow)
Aughrim (Iers: Eachroim) is een plaats in het Ierse graafschap Wicklow.
Aughrim ligt op de kruising van de R747 (van Arklow naar Ballitore in Kildare) en de R753 (richting Rathdrum). Het dorpje ligt in een schilderachtige vallei aan de samenvloeiing van de riviertjes Ow en Derry, waar ze de rivier Aughrim vormen.
In de omgeving waren granietmijnen, wat goed te zien is aan de bouwmaterialen die gebruikt werden voor de huizen.
Aughrim is een populaire bestemming voor wandelaars. De Sean Linehan Way voert doorheen bossen en langs riviertjes.